# Скоморошківський цукровий завод

Скоморошківський цукровий завод»  — колишнє підприємство харчової промисловості, яке розміщувалось у Оратівській територіальній громаді Вінницького району Вінницької області.
У 2019 році, повністю демонтований.

## Історія цукроварні у селі Скоморошки
Поміщик Яків Валеріану, побудував у 1860 році у Скоморошках цукровий завод. Цеглу для будівництва виготовляли на місцевій цегельні.
Наприкінці 19-го століття завод був перебудований на модерновий. Згодом даний завод невдовзі згорів. А вже 1901 року після пожежі, підприємець Гальперин збудував новий корпус заводу котрий зберігся до сьогодення. Також завод був обладнаний новим устаткуванням, що дало можливість значно збільшити потужність підприємства. За добу він переробляв до 5 тисяч центнерів сировини.
Після так званої лютневої революції завод був переведений на роботу на кам'яному вугіллі, згодом на мазут, що дало змогу переробляти за добу до 13 тис. тонн цукрових буряків.

## Сучасність
Завод не працює із 2005 року.
Станом на початок 2020 року завод повністю зруйнований, залишилась лише димохідна труба.

## Галерея

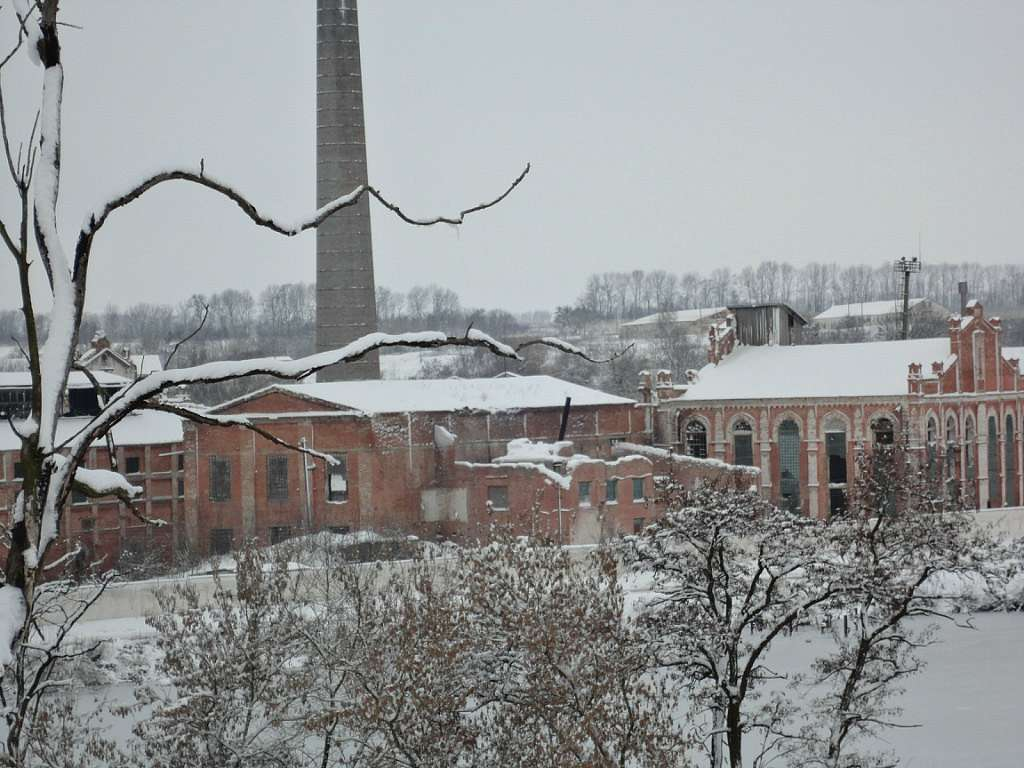
Завод у 2011 році
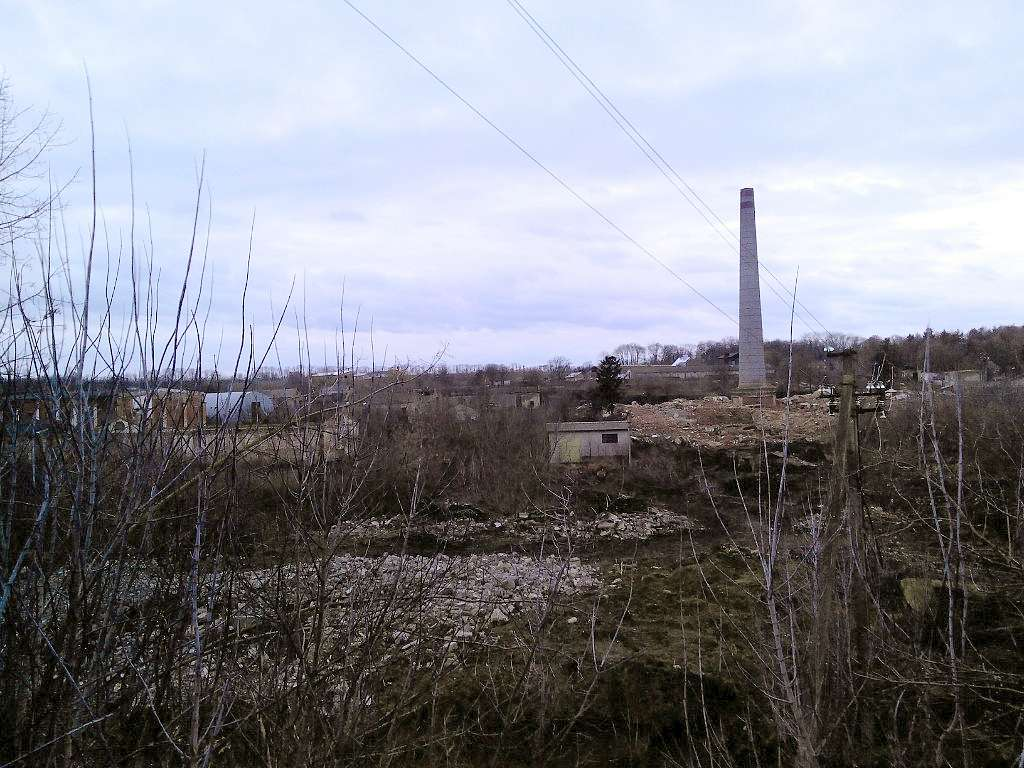
Руїни заводу в 2020 році
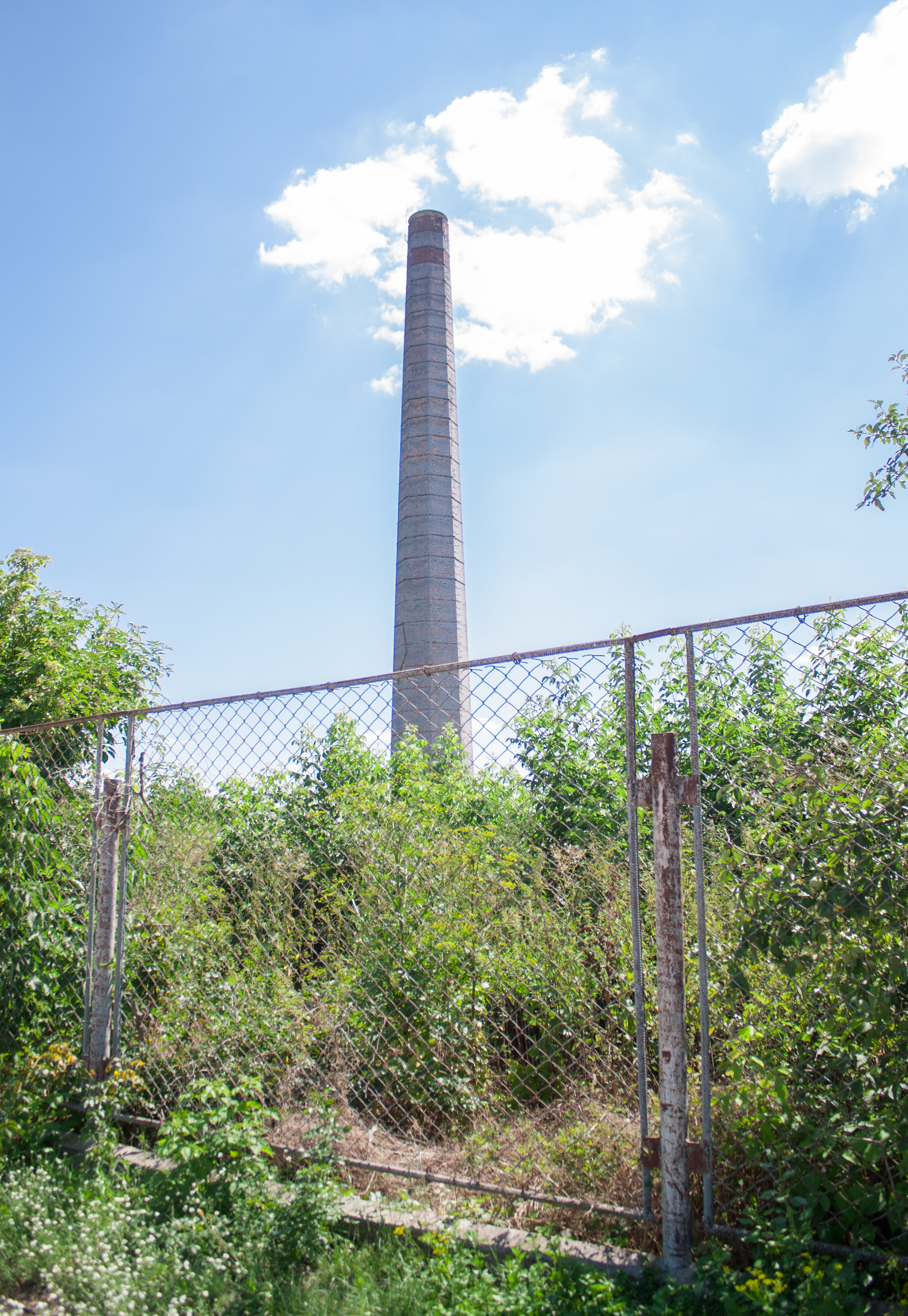
Димохідна труба
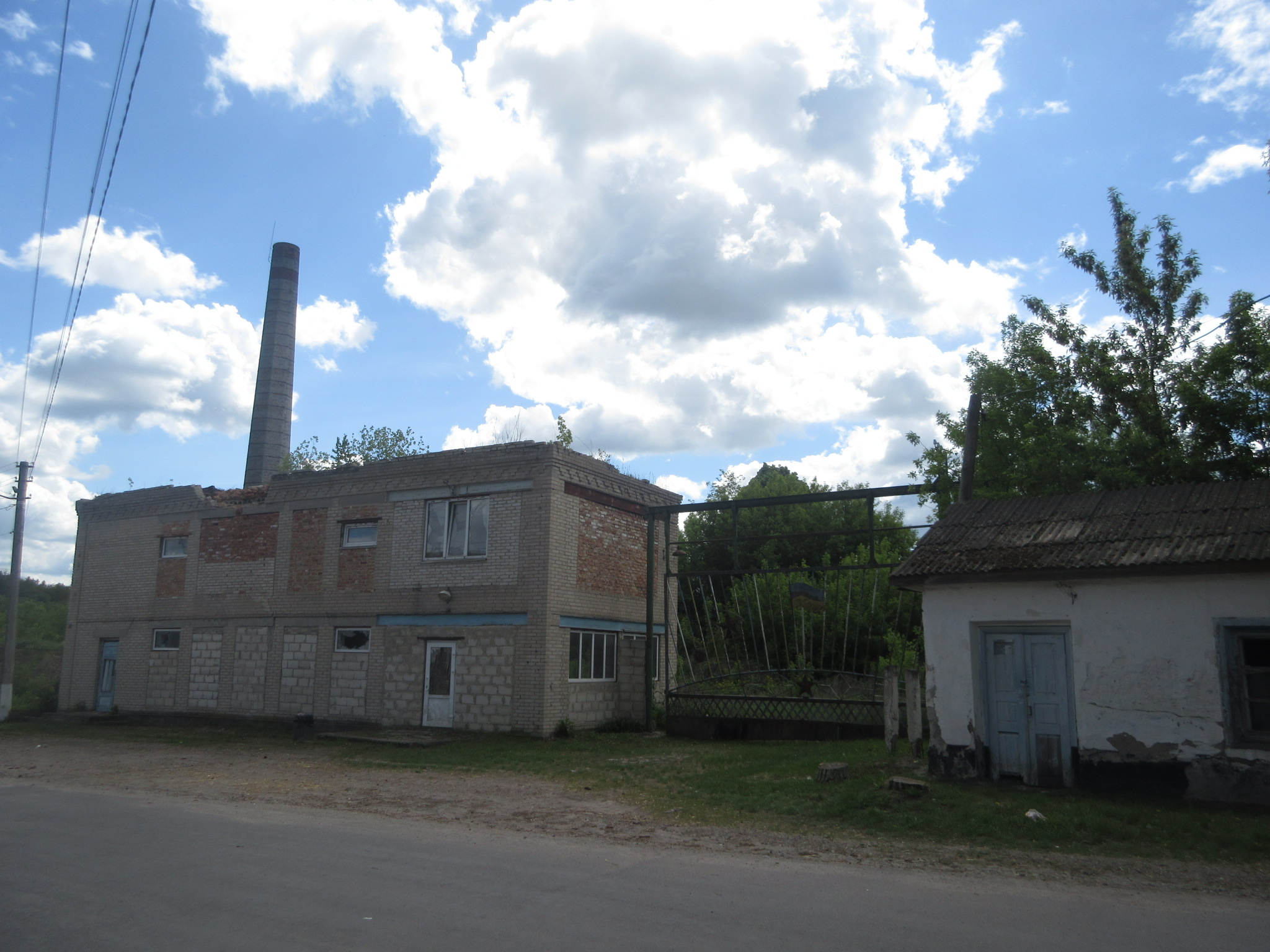
Вхід на територію